# Carpe Diem (песма)
Carpe Diem (Ухвати дан) је песма словеначке поп рок групе Јoker Out, објављена 4. фебруара 2023. године.
Песма је представљала Словенију на Песми Евровизије 2023. Снимање песме је обављено у децембру 2022. у студију у Хамбургу током периода од 12 дана. У јануару 2023. бенд је снимио свој музички спот у Љубљани, у хотелу Гранд Хотел Унион. У финалу песма завршава на 21. позицији.